# Țvetan Țvetanov

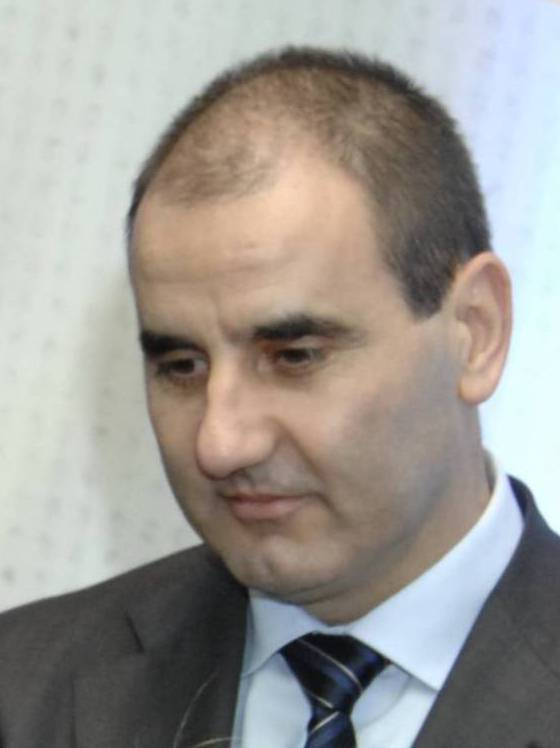
Țvetan Țvetanov

Țvetan Țvetanov (bulgară: Цветан Генчев Цветанов, n. 8 aprilie 1965, Sofia) este un politician bulgar, vice-președinte al partidului politic GERB. Din 27 iulie 2009 este viceprim-ministru și ministru de interne în guvernul lui Boiko Borisov.
1. 1 2  Strazha.bg
2. 1 2 3  Strazha.bg, accesat în 10 ianuarie 2023
3. ↑  Strazha.bg, accesat în 11 ianuarie 2023